# Костанца, Фернандо
Фернандо Пейшоту Костанца (порт. Fernando Peixoto Costanza; род. 29 ноября 1998, Рио-де-Жанейро) — бразильский футболист, защитник российского клуба «Крылья Советов».

## Биография
Воспитанник бразильских клубов «Флуминенсе» и «Ботафого». В 2017 году его начали привлекаться в основной состав «Ботафого», но в официальных матчах оставался на скамейке запасных. Летом 2018 года был отдан в аренду во французский «Лилль», но бразилец выступал лишь за вторую команду в четвёртом по силе дивизионе. Спустя полгода Костанца вернулся в «Ботафого», где 5 мая 2019 года дебютировал в Серии А в матче против «Форталезы» (1:0). Принимал участие в играх Южноамериканского кубка 2019 года.
В феврале 2021 года подписал контракт с тираспольским «Шерифом». Дебют в чемпионате Молдавии состоялся 20 февраля 2021 года против «Сфынтул Георге» (4:1). Вместе с командой завоевал золотые медали молдавского чемпионата сезона 2020/21. В мае-июне 2021 года принимал участие в играх за Кубок и Суперкубок Молдавии против «Сфынтул Георге», в которых «Шериф» уступил клубу из села Суручены. Вместе с партнёрами летом 2021 года впервые в истории «Шерифа» и молдавского футбола добился выхода в групповой этап Лиги чемпионов УЕФА. В своей группе «Шериф» занял третье место, что позволило клубу весной следующего года продолжить выступления в Лиге Европы.
В январе 2022 года заключил, как итальянский футболист, контракт на три с половиной года с самарскими «Крыльями Советов». Дебютировал в Российской премьер-лиге 6 марта 2022 года в игре против тульского «Арсенала» (2:2). Первый мяч забил в ворота «Уфы» 2 апреля 2022 года (1:2).

## Достижения
- Чемпион Молдавии: 2020/21
- Финалист Кубка Молдавии: 2020/21
- Орден Почёта (30 декабря 2021 года, ПМР) — за большой вклад в развитие футбола, высокие спортивные достижения, волю к победе, стойкость и целеустремлённость, проявленные в самом престижном клубном турнире мира — Лиге чемпионов УЕФА, и в связи с 25-летием со дня образования закрытого акционерного общества «Спортивный клуб «Шериф»[9]

## Клубная статистика
| Выступление      | Выступление      | Выступление      | Лига | Лига | Кубок | Кубок | Континент | Континент | Прочие | Прочие | Итого | Итого |
| Клуб             | Лига             | Сезон            | Игры | Голы | Игры  | Голы  | Игры      | Голы      | Игры   | Голы   | Игры  | Голы  |
| ---------------- | ---------------- | ---------------- | ---- | ---- | ----- | ----- | --------- | --------- | ------ | ------ | ----- | ----- |
| Ботафого         | Серия A          | 2019             | 22   | 0    | —     | —     | 2         | 0         | 0      | 0      | 24    | 0     |
| Ботафого         | Серия A          | 2020             | 2    | 0    | 2     | 0     | —         | —         | 6      | 0      | 10    | 0     |
| Ботафого         | Итого            | Итого            | 24   | 0    | 2     | 0     | 2         | 0         | 6      | 0      | 34    | 0     |
| Шериф            | Лига 1           | 2020/21          | 14   | 0    | 3     | 0     | —         | —         | —      | —      | 17    | 0     |
| Шериф            | Лига 1           | 2021/22          | 14   | 1    | 2     | 0     | 9         | 0         | —      | —      | 25    | 1     |
| Шериф            | Итого            | Итого            | 28   | 1    | 5     | 0     | 9         | 0         | —      | —      | 42    | 1     |
| Крылья Советов   | Премьер-лига     | 2021/22          | 9    | 1    | —     | —     | —         | —         | —      | —      | 9     | 1     |
| Крылья Советов   | Премьер-лига     | 2022/23          | 13   | 3    | 7     | 0     | —         | —         | —      | —      | 20    | 3     |
| Крылья Советов   | Премьер-лига     | 2023/24          | 13   | 3    | 4     | 0     | —         | —         | —      | —      | 17    | 3     |
| Крылья Советов   | Итого            | Итого            | 35   | 7    | 11    | 0     | —         | —         | —      | —      | 46    | 7     |
| Всего за карьеру | Всего за карьеру | Всего за карьеру | 87   | 8    | 18    | 0     | 11        | 0         | 6      | 0      | 122   | 8     |